# Charles Foulkes (kanadski general)
Charles Foulkes CC, CB, CBE, DSO, CD, kanadski general, * 3. januar 1903, † 1969.
Med letoma 1945 in 1951 je bil načelnik Generalštaba Kanadske kopenske vojske.